# Xico
För andra betydelser, se Xico (olika betydelser).
Xico  är en stad i Mexiko, och administrativ huvudort i kommunen Valle de Chalco Solidaridad i delstaten Mexiko. Xico ligger i den centrala delen av landet och tillhör Mexico Citys storstadsområde. Staden hade 356 352 invånare vid folkräkningen 2010.